# Нива (Теребовля)
Футбольний клуб «Нива» — аматорський український футбольний клуб з міста Теребовлі Тернопільської області.

## Передісторія
Футбольний клуб бере свій початок з команди «Локомотив», який створили в 1950-х роках (за іншими даним — «Спартак»). У 1950 році, обігравши команду з Підволочиська 4:3, команда стала переможцем кубка області. У першості України «Локомотив» зустрівся з командами м. Чоп (4:3), м. Ковель (1:0), м. Рівне (3:0), м. Ізмаїл (2:0), м. Винники (1:0) та м. Станіслав — тепер м. Івано-Франківськ (0:1). Тоді команда «Локомотив» зайняла друге місце в шостій зоні першості України. В сезоні 1949—1950 років футбольна команда виграла кубок області, перегравши тернопільське «Динамо».
Через кілька років команда отримала назву «Кооператор», який 1960 року здобув кубок області[джерело?]. Команда виступала в розіграші кубка УРСР, проте в першому раунді поступилася львівській команді Військового політичного училища з рахунком 2-1.
На початку 1970-х років завдяки роботі тренерів ДЮСШ в районі непогано розвивався юнацький футбол. Сформована юна команда зі спортсменів міста Теребовлі та Микулинці, яка брала участь в Чемпіонаті області серед команд дублюючого складу ЗБК «Дружба» у 1973 році стали чемпіонами області. За юнацьку збірну команду на той час виступав Вишневський Іван, який надалі став срібним призером Чемпіонату Європи в складі збірної команди Радянського Союзу. Команда «ЗБК» проіснувала до 1975 року. Однак збірна команда юнаків і в подальшому підтримувала високу марку Теребовлянського футболу. У 1978 році юнаки знову стали Чемпіонами області.

## Коротка історія

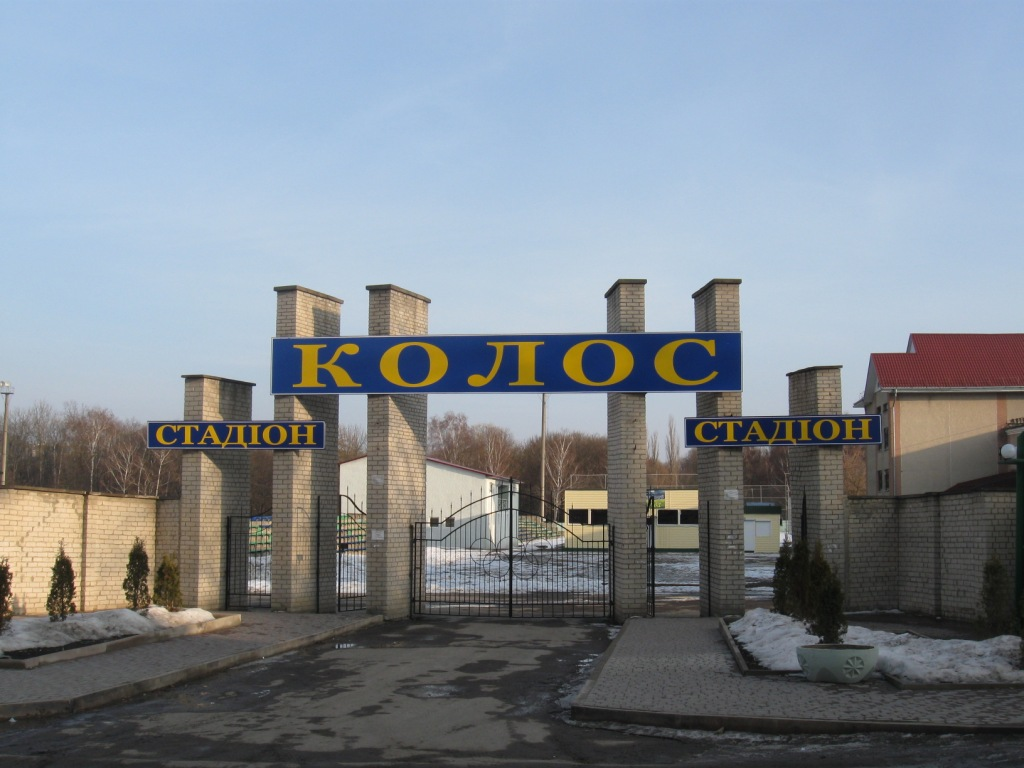
Вхід до стадіону «Колос»

1982 року розпочалася реконструкція міського стадіону, а команда переїхала до сусіднього села Лошнів. Тоді ж отримала нову назву — «Нива». Згодом команда повернулася до Теребовлі. 1990 року було утворено госпрозрахунковий футбольний клуб «Нива». Президентом клубу став — Віктор Вівсяний. До середини 1990-х команда виграла чемпіонат області й кубок області, виступала в Кубку України. 2006 року команда отримала назву «Бровар», адже її спонсором стало ВАТ «Бровар», більш відоме під назвою ТМ «Микулинецьке». 2006 року «Бровар» виграв чемпіонат області, а 2007-го — зайняв 3-тє призове місце. Проте через кілька років команда отримала свою стару назву «Нива», з якою і виступає у чемпіонаті області.
2011 року до 20-річчя Незалежності України реконструйований міський стадіон, на якому виступає «Нива».
У серпні 2019 року команду очолив Сергій Задорожний.
Останній успіх «Ниви» — перемога в Кубку Тернопільської області (24 серпня 2020 року) та чемпіонство у Вищій лізі Чемпіонату Тернопільської області. У фіналі Кубка теребовлянці обіграли «Колос» із Бучача 2:0 (забитими м'ячами відзначилися Василь Лойко та Роман Бочак).
31 серпня новим головним тренером «Ниви» став 53-річний Ігор Харковщенко. Він замінив Сергія Задорожного, який здобув з командою кубок Тернопільської області. Новий наставник повідомив, що перед ним і командою стоїть завдання поборотися за перше місце в чемпіонаті Тернопільської області та успішно виступити в аматорському чемпіонаті України сезону-2020/21. Тут теребовлянці мають посісти місце, яке б дало можливість команді претендувати на виступи у другій лізі чемпіонату України.

### Досягнення
- Чемпіон Тернопільської області: 1995, 2014[5], 2015, 2016, 2020[6].
- Володар кубка Тернопільської області: 1993, 1995, 1996, 2014, 2015, 2020[7].
- Володар суперкубка Тернопільської області ім. Івана Вишневського: 2014.
- Учасник 1/64 фіналу кубка України 1993/1994.
- Учасник першого етапу 1/16 фіналу кубка України 1995/1996.
- Учасник 1/8 фіналу кубка України серед аматорських команд 2015, поступились винниківському «Руху» (1:3 вдома, 1:1 на виїзді[8]).

## Всі сезони в незалежній Україні
| Сезон   | Чемпіонат | Чемпіонат | Чемпіонат | Чемпіонат | Чемпіонат | Чемпіонат | Чемпіонат | Чемпіонат | Кубок       | Кубок | Кубок | Кубок | Кубок | Кубок | Кубок | Примітка |
| Сезон   | Ліга      | Місце     | І         | В         | Н         | П         | М         | О         | Етап        | І     | В     | Н     | П     | М     | О     | Примітка |
| ------- | --------- | --------- | --------- | --------- | --------- | --------- | --------- | --------- | ----------- | ----- | ----- | ----- | ----- | ----- | ----- | -------- |
| 1993/94 | —         | —         | —         | —         | —         | —         | —         | —         | 1/64 фіналу | 1     | 0     | 0     | 1     | 1−2   | 0     |          |
| 1995/96 | —         | —         | —         | —         | —         | —         | —         | —         | 1/32 фіналу | 3     | 2     | 0     | 1     | 4−4   | 4     |          |
| Всього  | —         | —         | —         | —         | —         | —         | —         | —         | >2 сезони   | 4     | 2     | 0     | 2     | 5−6   | 0     |          |